# Romolo Romani
Romolo Romani (ur. 29 maja 1884 w Mediolanie, zm. 10 sierpnia 1916 w Brescii) – włoski malarz.

## Życiorys
Zaczął malować pierwsze obrazy w wieku sześciu lat, co było związane z częstą bytnością w pracowni malarskiej swojego przyrodniego brata – Giuseppe Ronchiego. W Mediolanie zawarł znajomości w środowisku tamtejszych malarzy, prowadząc bardzo rozrzutny i ekstrawagancki tryb życia. W 1903 zdobył nagrodę na wystawie karykatury w Varese. W 1905 wystawiał w Wenecji, a w 1906 zademonstrował swoją pierwszą wersję cykli „Wrażenia” (Sensazioni) i „Symbole” (Simboli). Sformułował własną teorię artystyczną, którą po raz pierwszy wygłosił na uniwersytecie ludowym w Mediolanie (29 marca 1907). Swoje prace publikował w czasopismach, głównie rzymskich, w tym m.in. w futurystycznej „Poesii”. Do grona jego bliskich przyjaciół należeli: Umberto Boccioni, Carlo Carrà i Antonio Sant’Elia. W 1910 podpisał „Manifest futuryzmu”, jednak z ruchu futurystycznego wycofał się po kilku latach współpracy. Od końca 1912 pracował sporadycznie i zamieszkał ponownie w Brescii. Od 1914 do końca życia przebywał na stałe w zakładzie leczniczym.